# Saitai Yuta
Yuta Saitai (sinh ngày 6 tháng 9 năm 1994) là một cầu thủ bóng đá người Nhật Bản.

## Sự nghiệp câu lạc bộ
Yuta Saitai đã từng chơi cho Urawa Reds.